# Полушина
Полу́шина (рос. Полушина) — присілок у складі Тугулимського міського округу Свердловської області.
Населення — 94 особи (2010, 107 у 2002).
Національний склад станом на 2002 рік: росіяни — 94 %.
Стара назва — Поскачі.